# Salmič
Salmič je priimek več znanih Slovencev:
- Eda Okretič Salmič (*1951), političarka
- Rafael Salmič (1870—1930), gledališki igralec in narodni delavec
- Igor Salmič (*1979), teolog/cerkveni zgodovinar, provincial Minoritov, generalni asistent reda za Srednjo Evropo pri vodstvu reda v Rimu...